# Lene Retzius
Lene Onsrud Retzius (* 4. Januar 1996 in Moelv) ist eine norwegische Leichtathletin, die sich auf den Stabhochsprung spezialisiert hat und in dieser Disziplin aktuell Inhaberin des Landesrekordes ist.

## Sportliche Laufbahn
Erste internationale Erfahrungen sammelte Lene Retzius im Jahr 2013, als sie bei den Jugendweltmeisterschaften in Donezk mit übersprungenen 3,95 m den achten Platz belegte. Im Jahr darauf schied sie bei den Juniorenweltmeisterschaften in Eugene mit 4,00 m in der Qualifikationsrunde aus und 2015 erreichte sie bei den Junioreneuropameisterschaften in Eskilstuna mit derselben Höhe Rang zehn. 2017 wurde sie bei den U23-Europameisterschaften in Bydgoszcz mit 4,35 m Sechste und im Jahr darauf verpasste sie bei den Europameisterschaften in Berlin mit 4,20 m den Finaleinzug. 2019 startete sie bei den Weltmeisterschaften in Doha, schied dort aber mit einer Höhe von 4,35 m in der Vorrunde aus 2021 nahm sie an den Olympischen Spielen in Tokio teil, verpasste aber auch dort mit 4,25 m den Finaleinzug.
2022 wurde Retzius' bislang erfolgreichstes Jahr ihrer Karriere. Sie verbesserte ihren eigenen norwegischen Rekord von 4,51 auf zunächst 4,52, dann 4,65 im Mai 2022 und schließlich 4,70 im Juni 2022. Im August gelangte sie bei den Europameisterschaften in München mit 4,25 min auf Rang zwölf. Im Jahr darauf verpasste sie bei den Halleneuropameisterschaften in Istanbul mit 4,45 m den Finaleinzug. Im Juni siegte sie mit 4,41 m bei den Copenhagen Athletics Games und wurde kurz darauf bei der 1. Liga der Team-Europameisterschaft im Zuge der Europaspiele in Chorzów mit 4,50 m Vierte. Im August schied sie dann bei den Weltmeisterschaften in Budapest mit 4,60 m in der Qualifikationsrunde aus. 2024 blieb sie bei den Europameisterschaften in Rom in der Vorrunde ohne gültigen Versuch. und anschließend wurde sie bei den Olympischen Sommerspielen in Paris mit 4,40 m im Finale 18. Im Jahr darauf schied sie bei den Halleneuropameisterschaften in Apeldoorn ohne eine übersprungene Höhe in der Vorrunde aus.
In den Jahren von 2014 bis 2017 sowie von 2019 bis 2024 wurde Retzius norwegische Meisterin im Stabhochsprung im Freien sowie 2015, 2016, 2018, 2022, 2023 und 2025 auch in der Halle.